# هيلين أميرة اليونان والدنمارك

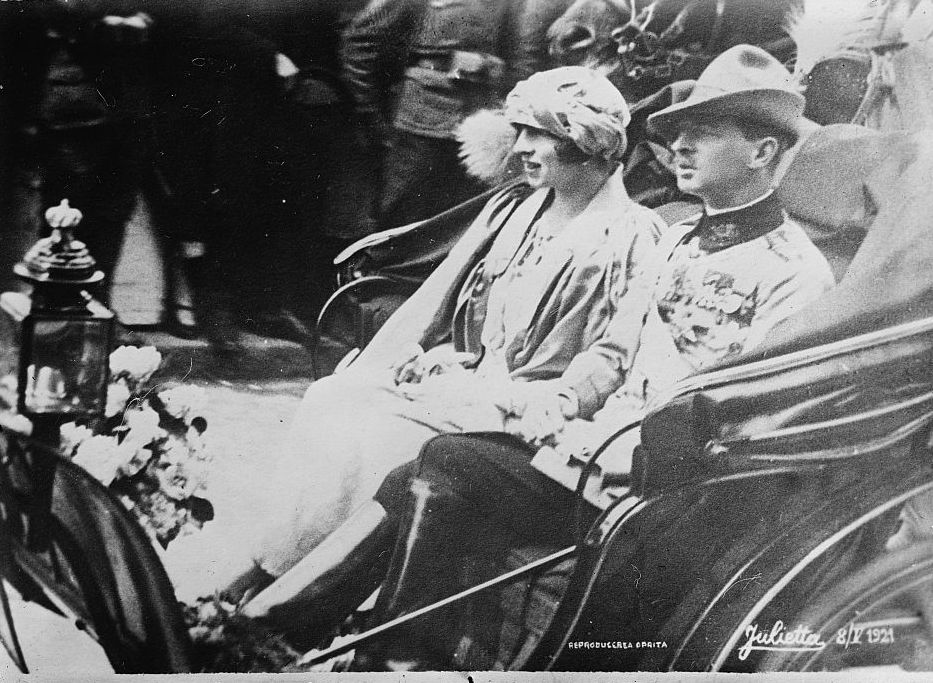

ولدت هيلين في الثاني من مايو عام 1896 وتوفيت في الثامن والعشرين من نوفمبر عام 1982. هي زوجة ملك رومانيا كارول الثاني ووالدة ملك رومانيا مايكل. ولقبت بملكة رومانيا الأم.

## روابط خارجية
- هيلين أميرة اليونان والدنمارك على موقع IMDb (الإنجليزية)
- هيلين أميرة اليونان والدنمارك على موقع مونزينجر (الألمانية)